# Red Seal
Red Seal war ein Label sowie Markenname, welcher erstmals von der Gramophone Company im Vereinigten Königreich als Bezeichnung für klassische Aufnahmen verwendet wurde und später von der Victor Talking Machine Company in deren Veröffentlichungskatalog einzug hielt, um letztendlich nach der Verschmelzung der Victor Talking Machine Company mit RCA zur RCA Victor von jenem neu entstandenen Unternehmen wiederum zur Kennzeichnung von klassischer Musik genutzt zu werden.

## Geschichte

### Victor Red Seal
Die Geschichte des Labels und des Markennamens „Red Seal“ beginnt in Europa gegen Ende des Jahres 1901, in welchem die Gramophone Company in ihren Tonstudios erstmals klassische Musik produzierte, beispielsweise mit dem italienischen Opernsänger Enrico Caruso, aber auch mit den russischstämmigen Fjodor Iwanowitsch Schaljapin, und diese unter einem höherpreisigen eigens dafür geschaffenen Label, in roter Ausführung, zu Kauf anbot. Dementgegen spezialisierte sich die Victor Talking Machine Company in den Vereinigten Staaten auf Aufnahmen von bekannten Musikstücken, humoristischen Liedern, Rezitationen sowie von Bandmusik der damals beliebtesten Genres. Das Repertoire an klassischer Stücke hingegen beschränkte sich auf wenige Aufzeichnungen von Künstlern, wie die von George Broderick, Rosalia Chalia und Emilo de Gogorza. Dies änderte sich erst mit der Übernahme von fünfundzwanzig klassischen Aufnahmen, darunter auch jene von Enrico Caruso mit Aufnahmen, die in Mailand entstanden, von der Gramophone Company und der Einführung des Labels „Victor Red Seal“.